# Moscoviu

Moscoviu este numele elementului chimic, sintetic și supergreu, cu numărul atomic 115. Este un element chimic radioactiv. Cel mai stabil izotop al acestui element este 289Mc, având timp de înjumătățire de 220 milisecunde. A fost sintetizat pentru prima dată în 2003 de o echipă de cercetători ruși și americani de la Institutul Unificat de Cercetări Nucleare (JINR) din Dubna, Rusia. Pe 8 iunie 2016, IUPAC a redenumit ununpentiu în moscoviu (simbol: Mc).